# Grand Slam (альбом)
Grand Slam — второй студийный альбом Magic Slim & The Teardrops, группы Мэджика Слима, выпущенный в 1982 году. Альбом является лауреатом 4th Annual Blues Awards 1983 года в номинации «Альбом современного блюза».

## Об альбоме
Альбом записывался 4 июня 1982 года в Чикаго на Odyssey Sound Studio (адрес студии 1823 S. Michigan Ave послужил названием одной из песен в альбоме). В альбоме лишь четыре песни были написаны Мэджиком Слимом, остальные представляли собой блюзовые стандарты других авторов. 
Обозреватель AllMusic отозвался об альбоме как «Этот сырой LP передает непритязательный домашний саунд Слима так же хорошо, как это может сделать любой студийный сет» и выделяет среди прочих песен хард-шаффл «Early Every Morning» и сюрреалистическую «Scuffling», а также записанную в дань уважения Мэджика Слима к его покойному приятелю Мэджику Сэму «She Belongs to Me» .
Также один из обозревателей сказал про альбом «Выдающийся альбом, в котором Слим комбинирует соул-музыку и чикагский блюз, получая очень вкусную смесь» 
«Музыка сырая и неупорядоченная, рваная, но как всегда — это мощный блюз от всегда сильного Мэджика Слима» 
Альбом неоднократно переиздавался: переиздание 2000 года на CD содержит три ранее не издававшихся бонус-трека с прервавшейся сессии записи 1975 года («Wonder Why», «If You Need Me», «Teardrop») . 

## Список композиций
| №  | Название              | Автор(ы)              | Длительность |
| -- | --------------------- | --------------------- | ------------ |
| 1. | «Early Every Morning» | Моррис Холт           | 5:02         |
| 2. | «She Belongs To Me»   | Эл Бенсон, Сэм Нагетт | 3:12         |
| 3. | «Just To Be With You» | Берни Рот             | 5:50         |
| 4. | «Walking The Dog»     | Руфус Томас           | 3:31         |
| 5. | «Slammin'»            | Моррис Холт           | 2:57         |

| №   | Название                  | Автор(ы)                          | Длительность |
| --- | ------------------------- | --------------------------------- | ------------ |
| 6.  | «Rough Dried Woman»       | Би Эрл, Дон Клэй, Вилли Уильямсон | 3:09         |
| 7.  | «Fannie Mae»              | Бастер Браун                      | 3:59         |
| 8.  | «Give Me Back My Wig»     | Хаунд Дог Тейлор                  | 4:13         |
| 9.  | «Scuffling»               | Моррис Холт                       | 2:59         |
| 10. | «Make My Dream Come True» | Элмор Джеймс, Джо Джоша           | 3:50         |
| 11. | «1823 S. Michigan Ave»    | Моррис Холт                       | 4:26         |

## Участники записи
- Мэджик Слим — гитара, вокал

- Пит Оллен — ритм-гитара
- Ник Холт — бас-гитара
- Нэт Эпплуайт — ударные

Производство
- Силла Хаггинс — дизайн конверта
- Мик Хаггинс — дизайн конверта
- Эд Коди — звукооператор
- Эми О'Нил — аннотация на обложке
- Джим О'Нил — аннотация на обложке
- Денис Льюис — фотография
- Дарвард Шигли — фотография